# Листкова жаба Рікорда
Листкова жаба Рікорда (Eleutherodactylus ricordii) — вид земноводних з роду Листкова жаба родини Листкові жаби.

## Опис
Загальна довжина досягає 3—4 см. Спостерігається статевий диморфізм: самиця більша за самця. Голова невелика. Сошникові зуби розташовані позаду хоан, предстявляють собою довгі й коси рядки. Тулуб кремезне. Шкіра гладенька. На пальцях розташовані доволі великі диски-присоски.
Забарвлення коливається від жовтувато-коричневого до тьмяно-коричневого кольору з чорними або оливково-чорними плямами, що розкидані нерівномірно. Горло та черево сірі.

## Спосіб життя
Полюбляє гірську та лісисту місцину, чагарники. Зустрічається на висоті від 290 до 1150 м над рівнем моря. Воліє перебувати на суходолі. Вдень ховається в ущелинах або серед каміння. Активна вночі. Живиться дрібними безхребетними та їх личинками.
Самиця відкладає яйця на землі, у прихованому місці. Розвиток прямий, стадія пуголовок відсутня.

## Розповсюдження
Це ендемік острова Куба.